# 가평군·양평군
가평군·양평군은 대한민국의 옛 국회의원 선거구이다. 당시 경기도 가평군과 양평군 지역을 관할했다.

## 역사
대한민국 제13대 국회의원 선거를 앞두고 가평군과 양평군이 하나의 선거구를 구성하게 되면서 신설되었다. 
대한민국 제17대 국회의원 선거를 앞두고 양평군·가평군 선거구로 개편되었다.

## 역대 국회의원
| 선거   | 정당 | 정당       | 의원   |
| ------ | ---- | ---------- | ------ |
| 1988년 |      | 민주정의당 | 김영선 |
| 1992년 |      | 민주자유당 | 안찬희 |
| 1996년 |      | 신한국당   | 김길환 |
| 2000년 |      | 한나라당   | 정병국 |

## 역대 선거 결과

### 대한민국 제13대 국회의원 선거
|  | 53.01% |

|  | 32.14% |

|  | 14.84% |

### 대한민국 제14대 국회의원 선거
|  | 50.36% |

|  | 16.86% |

|  | 16.75% |

|  | 13.66% |

|  | 2.34% |

### 대한민국 제15대 국회의원 선거
|  | 44.34% |

|  | 25.46% |

|  | 23.98% |

|  | 6.20% |

### 대한민국 제16대 국회의원 선거
|  | 46.32% |

|  | 32.43% |

|  | 21.24% |